# C. Louis Leipoldt

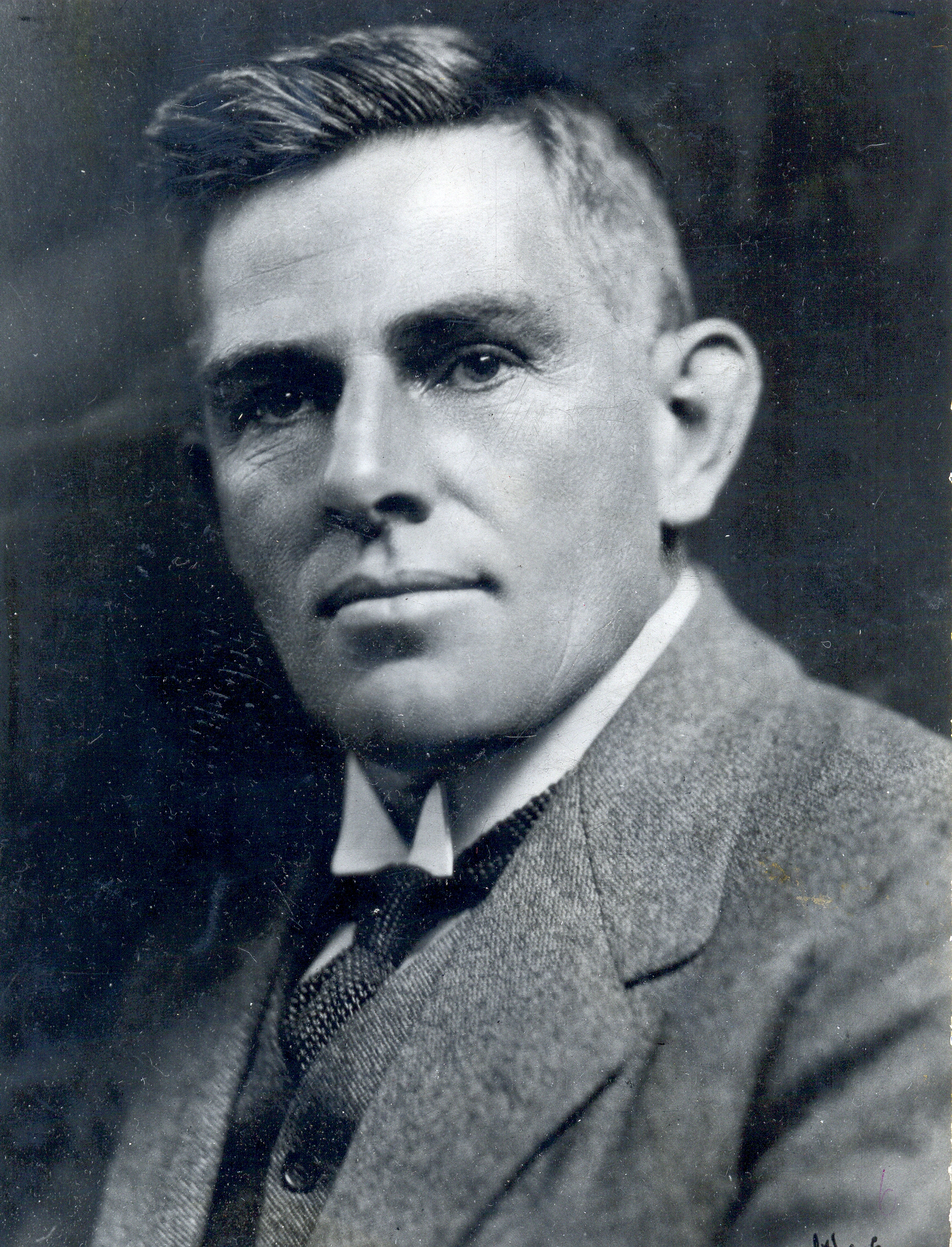

Christian Frederik Louis Leipoldt, meestal aangeduid als C. Louis Leipoldt, (Worcester, 28 december 1880 – Kaapstad, 12 april 1947) was een Zuid-Afrikaanse dichter, toneelschrijver, arts, verslaggever en voedselexpert. Samen met Jan F.E. Celliers en Jacobus Daniël du Toit was hij een van de leidende figuren in de poëzie van de Tweede Afrikaanse Taalbeweging. Naast poëzie schreef Leipoldt romans, toneelstukken, verhalen, kinderboeken, kookboeken en een reisdagboek. Hij wordt gerekend tot de grootste van de Afrikaner dichters en hij werd beschreven door Dirk Opperman, zelf een bekende Zuid-Afrikaanse dichter, als "onze meest veelzijdige kunstenaar".

## Biografie
Leipoldt werd geboren in Worcester in de Kaapprovincie als zoon van Christian Friedrich Leipoldt, predikant van de NG Kerk in Clanwilliam. Hij was op zijn beurt zoon van de Rijnlandse missionaris Johann Gottlieb Leipoldt, die Wupperthal op de Cederberg stichtte. De moeder van C. Louis was Anna Meta Christiana Esselen, dochter van Louis Franz Esselen (1817-1893), een andere Rijnlandse missionaris in Worcester.
Leipoldt ontving zijn eerste onderwijs grotendeels thuis. Tijdens de Tweede Boerenoorlog was hij korte tijd actief als verslaggever. Tussen 1902 en 1907 studeerde hij medicijnen in Guy's Hospitalin Londen, waarvoor hij financiële ondersteuning kreeg van de botanicus Harry Bolus. In deze tijd reisde hij ook door Europa, Amerika en Oost-Indië. Zijn gezondheid was soms slecht. Gedurende een periode van ongeveer zes maanden in 1908 was hij de persoonlijke arts van de Amerikaanse krantenmagnaat Joseph Pulitzer aan boord van diens jacht.
Leipoldts had een gevarieerde carrière. Gedurende een periode was hij schoolarts in Londen, waarna hij medisch inspecteur werd van scholen in de Transvaalkolonie en vervolgens in de Kaapprovincie. In 1923 legde hij zich opnieuw toe op de journalistiek, maar in 1925 vestigde hij zich als kinderarts in Kaapstad. Hij stierf in Kaapstad, maar vanwege zijn diepe liefde voor de Hantam – een bergachtig en ruig district ten noorden van Kaapstad – werd zijn as bijgezet in de ruige Pakhuispas, in de buurt van Clanwilliam.
Zijn graf bevindt zich aan de voet van een grotachtige opening in de bergwand. Direct boven zijn grafsteen zijn er vage tekeningen op de zandsteen die vele jaren voor zijn dood door de San waren gemaakt.
Leipoldt is nooit getrouwd geweest. Wel adopteerde hij een zoon, Jeffery Barnet Leipoldt. Jeffery stierf op 21 november 1997. Zijn as werd uitgestrooid op het graf van zijn adoptievader.

## Publicaties
| Jaar | Publicatie                                                          |
| ---- | ------------------------------------------------------------------- |
|      | Poëzie                                                              |
| 1911 | Oom Gert vertel en ander gedigte                                    |
| 1920 | Dingaansdag                                                         |
| 1923 | Uit drie wêrelddele                                                 |
|      | Uitgesoekte gedigte vir Jong Suid-Afrika                            |
| 1932 | Die bergtragedie                                                    |
|      | Skoonheidstroos                                                     |
| 1936 | Slampamperliedjies                                                  |
| 1944 | ’n Versieboord vir kinders                                          |
| 1946 | Vyftig gedigte van C. Louis Leipoldt (’n keuse deur W.E.G. Louw)    |
| 1948 | Die moormansgat en ander verhalende en natuurverse                  |
| 1949 | Geseënde skaduwees                                                  |
|      | The ballad of Dick King and other poems (Pheidippides)              |
| 1978 | Driesprong (saam met Jan F.E. Celliers en Totius)                   |
| 1980 | Versamelde gedigte                                                  |
|      | Drama                                                               |
| 1923 | Die heks                                                            |
| 1937 | ’n Vergissing                                                       |
| 1930 | Die laaste aand                                                     |
| 1931 | Afgode                                                              |
|      | Die kwaksalwer                                                      |
|      | Onrus                                                               |
| 1934 | Die heks en Die kwaksalwer                                          |
| 1973 | Die heks en Die laaste aand                                         |
| 1980 | Moederplig                                                          |
|      | Proza                                                               |
| 1917 | Praatjies met die kinders                                           |
| 1922 | Stories vir die kinders                                             |
| 1924 | Kampstories                                                         |
| 1927 | Waar spoke speel                                                    |
| 1928 | As die natuur gesels I                                              |
|      | Wat agter lê en ander verhale                                       |
|      | As die natuur gesels II                                             |
| 1930 | Wat agter lê en ander verhale                                       |
| 1931 | As die natuur gesels II                                             |
|      | Die mossie wat wou ryk word                                         |
|      | Die wonderlike klok                                                 |
|      | Die donker huis                                                     |
| 1932 | Galgsalmander                                                       |
|      | Die rooi rotte en ander kortverhale                                 |
|      | Uit my Oosterse dagboek                                             |
| 1934 | Paddastories vir die peetkind                                       |
|      | Die verbrande lyk                                                   |
|      | Die moord op Muisenberg                                             |
| 1937 | Die goue eier                                                       |
|      | Die dwergvroutjie                                                   |
| 1939 | Moord in die Bosveld                                                |
| 1941 | Die mossie wat wou ryk word                                         |
| 1980 | O’Callaghan se waatlemoen en ander verhale (gekeur deur A.P. Grové) |
|      | Die issiegrimmiebonso (gekeur deur Pieter W. Grobbelaar)            |
|      | Stormwrack                                                          |
| 1989 | Kritiese aanloop                                                    |
| 1990 | Literêre causerie                                                   |
| 1999 | So blomtuin-vol van kleure                                          |
|      | Uit die skatkis van die slampamperman (samesteller J.C. Kannemeyer) |
| 2000 | Chameleon on the gallows                                            |
| 2001 | The valley: A trilogy                                               |
| 2006 | The mask                                                            |
|      | Non-fictie                                                          |
| 1911 | Common sense dietics                                                |
| 1912 | The school nurse                                                    |
| 1916 | Skoolgesondheid                                                     |
| 1918 | Praatjies met die oumense                                           |
| 1920 | Die Afrikaanse kind in siekte en gesondheid                         |
| 1931 | Die eerste gesondheidsleesboek vir Afrikaanse skole                 |
| 1933 | Kos vir die kenner                                                  |
| 1936 | The belly book or Diner’s guide                                     |
| 1937 | Bushveld Doctor                                                     |
| 1938 | Jan van Riebeeck: die grondlegger van ’n blanke Suid-Afrika         |
|      | Die Groot Trek                                                      |
| 1939 | Die Hugenote                                                        |
|      | A primary health reader for South African primary schools           |
| 1952 | 300 Years of Cape wine                                              |
| 1963 | Polfyntjies vir die proe                                            |
| 1976 | Cape cookery                                                        |
| 1979 | Dear Dr. Bolus                                                      |
| 2003 | Hierdie land van leuens                                             |
| 2004 | Leipoldt’s food and wine                                            |
|      | Vertalingen                                                         |
| 1924 | Die swart tulp – Alexandre Dumas                                    |
|      | Natuursprokies – Carl Ewald                                         |

- Bibliothèque nationale de France: cb11995658w (data)
- Biografisch Portaal: 25187976
- Digitale Bibliotheek voor de Nederlandse Letteren: leip001
- Gemeinsame Normdatei: 119130742
- International Standard Name Identifier: 0000 0003 6841 0236
- Library of Congress Control Number: n79041675
- Nationale bibliotheek van Australië: 35299239
- Nationale Bibliotheek van Israël: 987007277749405171
- Nederlandse Thesaurus van Auteursnamen: 068943016
- SNAC: w6191175
- Système universitaire de documentation: 079432972
- Trove: 902822
- Virtual International Authority File: 71400654
- WorldCat: E39PBJdWT3DpbgvYf9FG4pFVG3